# Миронівська селищна рада
Миро́нівська се́лищна ра́да — орган місцевого самоврядування у складі Бахмутського району Донецької області. Адміністративний центр — селище міського типу Миронівський.

## Загальні відомості
- Територія ради: 11,1 км²
- Населення ради: 9403 особи (станом на 1 січня 2013 року)

## Історія
20 травня 2015 року Верховна рада України прийняла постанову № 2792, згідно з якою до складу Бахмутського району були включені територія Миронівської селищної ради (разом із смт Миронівський) площею 11,11 км² та територія Світлодарської міської ради (разом із містом Світлодарськом) площею 2,12 км².

## Населені пункти
Селищній раді підпорядковані населені пункти:
- смт Миронівський

## Склад ради
Рада складається з 30 депутатів та голови.
- Голова ради: Костоглодов Ігор Дмитрович
- Секретар ради: Калапіщак Світлана Вікторівна

### Керівний склад попередніх скликань
| ПІБ                             | Основні відомості                                                        | Дата обрання | Дата звільнення |
| ------------------------------- | ------------------------------------------------------------------------ | ------------ | --------------- |
| Філоненко Володимир Миколайович | Селищний голова, 1948 року народження, безпартійний                      | 26.03.2006   | 31.10.2010      |
| Костоглодов Ігор Дмитрович      | Селищний голова, 1965 року народження, освіта вища, член Партії регіонів | 31.10.2010   |                 |

Примітка: таблиця складена за даними джерела

### Депутати
За результатами місцевих виборів 2010 року депутатами ради стали:

#### За суб'єктами висування
| Суб'єкт висування           | Кількість обраних депутатів | %    |
| --------------------------- | --------------------------- | ---- |
| Партія регіонів             | 24                          | 80   |
| Самовисування               | 4                           | 13,3 |
| Комуністична партія України | 1                           | 3,3  |
| Народна Партія              | 1                           | 3,3  |

#### За округами
| № округу                    | Прізвище, ім'я, по батькові      | Дата визнання обраним | Освіта           | Партійна приналежність            | Відомості про обраного депутата                                                                 |
| --------------------------- | -------------------------------- | --------------------- | ---------------- | --------------------------------- | ----------------------------------------------------------------------------------------------- |
| Комуністична партія України |                                  |                       |                  |                                   |                                                                                                 |
| 24                          | Мосін Олександр Григорович       | 04.11.2010            | середня          | член Комуністичної партії України | пенсіонер                                                                                       |
| Народна Партія              |                                  |                       |                  |                                   |                                                                                                 |
| 14                          | Чищева Ірина Вікторівна          | 04.11.2010            | вища             | член Народної партії              | пенсіонер                                                                                       |
| Партія регіонів             |                                  |                       |                  |                                   |                                                                                                 |
| 1                           | Іванішин Сергій Іванович         | 04.11.2010            | вища             | член Партії регіонів              | Миронівська теплоелектростанція, начальник відділу                                              |
| 2                           | Середа Тетяна Петрівна           | 04.11.2010            | вища             | позапартійна                      | ВАТ Миронівське підприємство промислового залізничного транспорту, економіст                    |
| 3                           | Больбіт Тетяна Анатоліївна       | 04.11.2010            | вища             | позапартійна                      | ВАТ Миронівське підприємство промислового залізничного транспорту, інженер                      |
| 4                           | Зогонов Михайло Михайлович       | 04.11.2010            | вища             | член Партії регіонів              | ПРАТ «Бетон Нова», начальник АТЦ                                                                |
| 6                           | Корнієнко Лариса Олександрівна   | 04.11.2010            | вища             | позапартійна                      | загальноосвітня школа № 9, вчитель                                                              |
| 7                           | Слободянюк Людмила Миколаївна    | 04.11.2010            | вища             | позапартійна                      | Миронівська теплоелектростанція, інженер                                                        |
| 9                           | Козачишина Людмила Анатоліївна   | 04.11.2010            | вища             | позапартійна                      | ПРАТ «Бетон Нова», юрист-консульт                                                               |
| 10                          | Зинчук Ірина Анатоліївна         | 04.11.2010            | середня          | член Партії регіонів              | ПРАТ «Бетон Нова», начальник зміни                                                              |
| 11                          | Костоглодова Марина Степанівна   | 04.11.2010            | вища             | член Партії регіонів              | Миронівська теплоелектростанція, інженер                                                        |
| 13                          | Киричок Галина Вікторівна        | 04.11.2010            | незакінчена вища | член Партії регіонів              | ПРАТ «Бетон Нова», бухгалтер                                                                    |
| 15                          | Грек Олег Олександрович          | 04.11.2010            | вища             | позапартійний                     | Миронівська міська поліклініка, головний лікар                                                  |
| 16                          | Калиниченко Олена Володимирівна  | 04.11.2010            | вища             | член Партії регіонів              | Миронівська теплоелектростанція, бухгалтер                                                      |
| 17                          | Стратілатова Людмила Іванівна    | 04.11.2010            | незакінчена вища | член Партії регіонів              | Миронівська теплоелектростанція, бухгалтер                                                      |
| 18                          | Семко Олена Олександрівна        | 04.11.2010            | вища             | член Партії регіонів              | Миронівська теплоелектростанція, бухгалтер                                                      |
| 19                          | Зарапіна Олена Федорівна         | 04.11.2010            | незакінчена вища | член Партії регіонів              | Миронівська теплоелектростанція, старший товарознавець                                          |
| 20                          | Борко Інна Антонівна             | 04.11.2010            | вища             | член Партії регіонів              | Миронівська теплоелектростанція, економіст                                                      |
| 21                          | Неледва Ольга Миколаївна         | 04.11.2010            | вища             | член Партії регіонів              | Миронівська теплоелектростанція, завідувачка архіву                                             |
| 22                          | Стрижак Юрій Павлович            | 04.11.2010            | вища             | член Партії регіонів              | Миронівська теплоелектростанція, начальник Управління організації роботи територіальних органів |
| 23                          | Кузьминова Олександра Вікторівна | 04.11.2010            | вища             | член Партії регіонів              | загальноосвітня школа № 10, вчитель                                                             |
| 26                          | Помазан Анатолій Васильович      | 04.11.2010            | вища             | член Партії регіонів              | Дебальцівське управління газового господарства, глава профспілки                                |
| 27                          | Савченко Валерій Іванович        | 04.11.2010            | вища             | член Партії регіонів              | Дебальцівське управління газового господарства, начальник відділу                               |
| 28                          | Авдєєва Світлана Олександрівна   | 04.11.2010            | вища             | позапартійна                      | ВАТ Миронівське підприємство промислового залізничного транспорту, інженер                      |
| 29                          | Балагун Леонід Дмитрович         | 04.11.2010            | середня          | член Партії регіонів              | ПРАТ «Бетон Нова», інженер                                                                      |
| 30                          | Прасолова Тетяна Вікторівна      | 04.11.2010            | вища             | позапартійна                      | Миронівська теплоелектростанція, технік                                                         |
| Самовисування               |                                  |                       |                  |                                   |                                                                                                 |
| 5                           | Калапіщак Світлана Вікторівна    | 04.11.2010            | вища             | член Партії регіонів              | Троїцька загальноосвітня школа, директор                                                        |
| 8                           | Сочинський Денис Вікторович      | 04.11.2010            | вища             | позапартійний                     | Миронівська селищна рада, секретар                                                              |
| 12                          | Кравченко Олександр Вікторович   | 04.11.2010            | вища             | член Партії регіонів              | Миронівська теплоелектростанція, майстер                                                        |
| 25                          | Олійник Вікторія Анатоліївна     | 04.11.2010            | вища             | позапартійна                      | Миронівська загальноосвітня школа-інтернат, педагог-організатор                                 |